# 1980年
1980年（1980 ねん）は、西暦（グレゴリオ暦）による、火曜日から始まる閏年。昭和55年。
この項目では、国際的な視点に基づいた1980年について記載する。

## 他の紀年法
- 干支：庚申（かのえ さる）
- 日本（月日は一致）
  - 昭和55年
  - 皇紀2640年
- 大韓民国（月日は一致）
  - 檀紀4313年
- 中華民国（月日は一致）
  - 中華民国69年
- 朝鮮民主主義人民共和国（月日は一致）
  - 主体69年
- 仏滅紀元：2522年 - 2523年
- イスラム暦：1400年2月12日 - 1401年2月23日
- ユダヤ暦：5740年4月12日 - 5741年4月24日
- Unix Time：315532800 - 347155199
- 修正ユリウス日 (MJD)：44239 - 44604
- リリウス日 (LD)：145080 - 145445

※主体暦は、朝鮮民主主義人民共和国で1997年に制定された。

## カレンダー
| 1月 |    |    |    |    |    |    |
| 日  | 月 | 火 | 水 | 木 | 金 | 土 |
|     |    | 1  | 2  | 3  | 4  | 5  |
| 6   | 7  | 8  | 9  | 10 | 11 | 12 |
| 13  | 14 | 15 | 16 | 17 | 18 | 19 |
| 20  | 21 | 22 | 23 | 24 | 25 | 26 |
| 27  | 28 | 29 | 30 | 31 |    |    |
|     |    |    |    |    |    |    |

| 2月 |    |    |    |    |    |    |
| 日  | 月 | 火 | 水 | 木 | 金 | 土 |
|     |    |    |    |    | 1  | 2  |
| 3   | 4  | 5  | 6  | 7  | 8  | 9  |
| 10  | 11 | 12 | 13 | 14 | 15 | 16 |
| 17  | 18 | 19 | 20 | 21 | 22 | 23 |
| 24  | 25 | 26 | 27 | 28 | 29 |    |
|     |    |    |    |    |    |    |

| 3月 |    |    |    |    |    |    |
| 日  | 月 | 火 | 水 | 木 | 金 | 土 |
|     |    |    |    |    |    | 1  |
| 2   | 3  | 4  | 5  | 6  | 7  | 8  |
| 9   | 10 | 11 | 12 | 13 | 14 | 15 |
| 16  | 17 | 18 | 19 | 20 | 21 | 22 |
| 23  | 24 | 25 | 26 | 27 | 28 | 29 |
| 30  | 31 |    |    |    |    |    |
|     |    |    |    |    |    |    |

| 4月 |    |    |    |    |    |    |
| 日  | 月 | 火 | 水 | 木 | 金 | 土 |
|     |    | 1  | 2  | 3  | 4  | 5  |
| 6   | 7  | 8  | 9  | 10 | 11 | 12 |
| 13  | 14 | 15 | 16 | 17 | 18 | 19 |
| 20  | 21 | 22 | 23 | 24 | 25 | 26 |
| 27  | 28 | 29 | 30 |    |    |    |
|     |    |    |    |    |    |    |

| 5月 |    |    |    |    |    |    |
| 日  | 月 | 火 | 水 | 木 | 金 | 土 |
|     |    |    |    | 1  | 2  | 3  |
| 4   | 5  | 6  | 7  | 8  | 9  | 10 |
| 11  | 12 | 13 | 14 | 15 | 16 | 17 |
| 18  | 19 | 20 | 21 | 22 | 23 | 24 |
| 25  | 26 | 27 | 28 | 29 | 30 | 31 |
|     |    |    |    |    |    |    |

| 6月 |    |    |    |    |    |    |
| 日  | 月 | 火 | 水 | 木 | 金 | 土 |
| 1   | 2  | 3  | 4  | 5  | 6  | 7  |
| 8   | 9  | 10 | 11 | 12 | 13 | 14 |
| 15  | 16 | 17 | 18 | 19 | 20 | 21 |
| 22  | 23 | 24 | 25 | 26 | 27 | 28 |
| 29  | 30 |    |    |    |    |    |
|     |    |    |    |    |    |    |

| 7月 |    |    |    |    |    |    |
| 日  | 月 | 火 | 水 | 木 | 金 | 土 |
|     |    | 1  | 2  | 3  | 4  | 5  |
| 6   | 7  | 8  | 9  | 10 | 11 | 12 |
| 13  | 14 | 15 | 16 | 17 | 18 | 19 |
| 20  | 21 | 22 | 23 | 24 | 25 | 26 |
| 27  | 28 | 29 | 30 | 31 |    |    |
|     |    |    |    |    |    |    |

| 8月 |    |    |    |    |    |    |
| 日  | 月 | 火 | 水 | 木 | 金 | 土 |
|     |    |    |    |    | 1  | 2  |
| 3   | 4  | 5  | 6  | 7  | 8  | 9  |
| 10  | 11 | 12 | 13 | 14 | 15 | 16 |
| 17  | 18 | 19 | 20 | 21 | 22 | 23 |
| 24  | 25 | 26 | 27 | 28 | 29 | 30 |
| 31  |    |    |    |    |    |    |
|     |    |    |    |    |    |    |

| 9月 |    |    |    |    |    |    |
| 日  | 月 | 火 | 水 | 木 | 金 | 土 |
|     | 1  | 2  | 3  | 4  | 5  | 6  |
| 7   | 8  | 9  | 10 | 11 | 12 | 13 |
| 14  | 15 | 16 | 17 | 18 | 19 | 20 |
| 21  | 22 | 23 | 24 | 25 | 26 | 27 |
| 28  | 29 | 30 |    |    |    |    |
|     |    |    |    |    |    |    |

| 10月 |    |    |    |    |    |    |
| 日   | 月 | 火 | 水 | 木 | 金 | 土 |
|      |    |    | 1  | 2  | 3  | 4  |
| 5    | 6  | 7  | 8  | 9  | 10 | 11 |
| 12   | 13 | 14 | 15 | 16 | 17 | 18 |
| 19   | 20 | 21 | 22 | 23 | 24 | 25 |
| 26   | 27 | 28 | 29 | 30 | 31 |    |
|      |    |    |    |    |    |    |

| 11月 |    |    |    |    |    |    |
| 日   | 月 | 火 | 水 | 木 | 金 | 土 |
|      |    |    |    |    |    | 1  |
| 2    | 3  | 4  | 5  | 6  | 7  | 8  |
| 9    | 10 | 11 | 12 | 13 | 14 | 15 |
| 16   | 17 | 18 | 19 | 20 | 21 | 22 |
| 23   | 24 | 25 | 26 | 27 | 28 | 29 |
| 30   |    |    |    |    |    |    |
|      |    |    |    |    |    |    |

| 12月 |    |    |    |    |    |    |
| 日   | 月 | 火 | 水 | 木 | 金 | 土 |
|      | 1  | 2  | 3  | 4  | 5  | 6  |
| 7    | 8  | 9  | 10 | 11 | 12 | 13 |
| 14   | 15 | 16 | 17 | 18 | 19 | 20 |
| 21   | 22 | 23 | 24 | 25 | 26 | 27 |
| 28   | 29 | 30 | 31 |    |    |    |
|      |    |    |    |    |    |    |

## できごと
世界のニュースを記載。

### 1月
- 1月5日 - ヒューレット・パッカード社が同社初のパーソナルコンピュータを発表。
- 1月16日 - ポール・マッカートニーが大麻所持の容疑で成田空港内で逮捕される。
- 1月26日 - エジプトとイスラエルが国交を樹立する。
- 1月28日 - イラン初の大統領選挙でバニサドルが当選。
- 1月31日 - 在グアテマラ・スペイン大使館占拠事件発生。放火により37人死亡。

### 2月
- 2月13日 - レークプラシッドオリンピックが開幕。
- 2月27日 - コロンビアの左翼ゲリラ4月19日運動 (M-19) がドミニカ共和国大使館を襲撃、政治犯釈放を要求。4月27日、人質の最終解放。
- 2月29日 - 韓国で金大中が公民権を回復（ソウルの春）。

### 3月
- 3月4日 - ジンバブエ・ローデシアで選挙。ムガベのジンバブエ・アフリカ民族同盟愛国戦線が圧勝。

### 4月
- 4月17日 - 中国がIMFに加盟、台湾脱退。
- 4月18日 - ジンバブエがイギリスより独立。
- 4月23日 - アメリカ軍がイラン人質救出作戦に失敗。

### 5月
- 5月4日 - ユーゴスラビア、チトー大統領が死去。
- 5月8日 - 世界保健機関が天然痘の根絶宣言。
- 5月18日
  - 韓国、光州事件。
  - アメリカのセント・ヘレンズ山が大噴火を起こし山体が崩壊。
- 5月22日 - パックマンのロケテスト実施。7月に発売され大ヒットとなる。（時期不明。この日がパックマン誕生日とされている。）
- 5月24日 - JOC総会の採決で日本のモスクワオリンピック不参加が決定。

### 6月
- 6月22日 - ベネチアで第6回先進国首脳会議開催。
- 6月24日 - アメリカの映画製作会社、シルバー・ピクチャーズが設立。
- 6月26日 - ジスカールデスタン仏大統領が中性子爆弾の実験に成功と発表。

### 7月
- 7月1日 - カナダ、『オー・カナダ』をカナダ国歌と宣言するが、ケベック州で州民投票が行われ、否決。
- 7月17日 - アメリカ合衆国カリフォルニア州アナハイムにあるディズニーランドが開園25周年。
- 7月19日 - モスクワオリンピックが開幕。日本、アメリカなど67か国のIOC加盟国が不参加（ボイコット）を表明。日本ではテレビ朝日系列が同オリンピックを独占中継。
- 7月30日 - バヌアツがイギリスとフランスの共同統治領から独立。

### 8月
- 8月14日 - ポーランド民主化運動: ポーランド・グダニスクのレーニン造船所で、レフ・ヴァウェンサ率いる労働者がストライキに突入。「連帯」の設立へ連なる。
- 8月30日 - 中国が第5期全人代第3回会議を開催、新首相に趙紫陽を選出。

### 9月
- 9月12日 - トルコで9月12日クーデターが起こる。
- 9月17日 - ポーランドで独立自主管理労働組合「連帯」が結成される。
- 9月18日 - アメリカ・アーカンソー州のダマスカスにあるタイタンミサイル基地で整備員のミスでミサイルの燃料タンクが破損。翌日、ミサイルは核弾頭を搭載したまま爆発する。死者1名。
- 9月22日 - イラン・イラク戦争勃発。
- 9月26日 - ドイツ・ミュンヘンのオクトーバーフェスト（ビール祭り）会場で爆弾テロ、13人死亡。

### 10月
- 10月10日 - アルジェリアで大地震発生。
- 10月23日 - ソ連首相コスイギンが辞任、後任にチーホノフ。

### 11月
- 11月4日 - 1980年アメリカ合衆国大統領選挙でロナルド・レーガンが現職のジミー・カーターを破り当選する。
- 11月14日 - ギニアビサウでクーデター。

### 12月
- 12月1日 - ソ連共産党中央委員会総会開催。
- 12月8日 - ジョン・レノン銃殺事件。
- 12月12日 - 日本の自動車生産台数が世界第1位になる。
- 12月14日 - 胡耀邦が文化大革命を全面否定。
- 12月15日 - OPEC総会開催、原油価格10%値上げ決定。

## 芸術・文化

### 音楽
- レイ、グッドマン&ブラウン「スペシャル・レイディ」
- ジョン・レノン「スターティング・オーヴァー」
- スモーキー・ロビンソン「クルージン」
- スピナーズ「ワーキン」「キューピッド」
- テリー・デサリオ&KC「イエス・アイム・レディ」
- KC&サンシャイン・バンド「プリーズ・ドント・ゴー」

### 映画
- テス
- クレイマー・クレイマー
- オール・ザット・ジャズ

## スポーツ
- レークプラシッドオリンピック
- モスクワオリンピック

野球
- モータースポーツ
  - F1世界選手権
    - ドライバーズ・チャンピオン アラン・ジョーンズ

  - ロードレース世界選手権
    - 500cc ケニー・ロバーツ

## 誕生

### 1月
- 1月1日 - エリン・ノルデグレン、ファッションモデル
- 1月2日 - アニー・ベルマール、フィギュアスケート選手
- 1月4日 - ミゲル・モンテイロ、サッカー選手
- 1月4日 - リカルド・デ・サンティス、野球選手
- 1月5日 - セバスティアン・ダイスラー、サッカー選手
- 1月6日 - オオシマ・ヒロミ、米『PLAYBOY』誌モデル（プレイメイト）
- 1月8日 - レイチェル・ニコルズ、女優
- 1月10日 - ペトリ・リンドロス、ミュージシャン
- 1月11日 - マイケル・フォルク、野球選手
- 1月12日 - エイメリー、シンガー
- 1月13日 - 加地亮、サッカー選手
- 1月14日 - ゾーイ・ジョーンズ、フィギュアスケート選手
- 1月15日 - マット・ホリデイ、メジャーリーガー
- 1月16日 - アルバート・プホルス、メジャーリーガー
- 1月16日 - セイドゥ・ケイタ、サッカー選手
- 1月17日 - ズーイー・デシャネル、女優、歌手
- 1月19日 - ジェンソン・バトン、F1ドライバー
- 1月20日 - カール・アンダーソン、プロレスラー
- 1月20日 - ルイス・マルティネス、元プロ野球選手
- 1月25日 - クリスチャン・オルソン、陸上競技選手
- 1月25日 - シャビ・エルナンデス、サッカー選手
- 1月28日 -  遠藤保仁、サッカー選手
- 1月28日 - ニック・カーター、歌手（バックストリート・ボーイズ）

### 2月
- 2月1日 - ヘクター・ルナ、プロ野球選手
- 2月2日 - オレゲール・プレサス、サッカー選手
- 2月2日 - ルイス・ナバス、野球選手
- 2月8日 - イアン・モラム、フィギュアスケート選手
- 2月8日 - エドワード・バルデス、プロ野球選手
- 2月10日 - シーザー・イズトゥリス、メジャーリーガー
- 2月11日 - マット・リンドストロム、メジャーリーガー
- 2月12日 - クリスティーナ・リッチ、女優
- 2月13日 - セバスティアン・ケール、サッカー選手
- 2月15日 - エレーナ・ソコロワ、フィギュアスケート選手
- 2月20日 - アルトゥール・ボルツ、サッカー選手
- 2月24日 - 中邑真輔、プロレスラー
- 2月28日 - テイショーン・プリンス、バスケットボール選手
- 2月29日 - クリスティン・フレイザー、フィギュアスケート選手

### 3月
- 3月1日 - アンナ・セメノビッチ、フィギュアスケート選手・歌手・女優
- 3月1日 - マイカ・ホフパワー、プロ野球選手
- 3月4日 - チョン・ダビン、女優（+ 2007年）
- 3月7日 - ローラ・プレポン、女優
- 3月12日 - デレク・トレント、フィギュアスケート選手
- 3月13日 - カロン・バトラー、バスケットボール選手
- 3月17日 - ツォーマス・プランマン、ミュージシャン、実業家
- 3月18日 - アレクセイ・ヤグディン、フィギュアスケート選手
- 3月20日 - アレクサンダー・コブリン、ピアニスト
- 3月21日 - ロナウジーニョ、サッカー選手
- 3月25日 - オレグ・ボイコ、フィギュアスケート選手
- 3月25日 - ニール・コッツ、メジャーリーガー
- 3月29日 - キム・テヒ、女優
- 3月31日 - 王建民、メジャーリーガー

### 4月
- 4月1日 - ヴァレリー・マルコー、フィギュアスケート選手
- 4月1日 - ヤセール・ゴメス、野球選手
- 4月1日 - ランディ・オートン、プロレスラー、総合格闘家、俳優
- 4月4日 - コン・ヒョジン、女優
- 4月4日 - ビヨン・ビルドハイム、レーシングドライバー
- 4月5日 - ヨリス・マタイセン、サッカー選手
- 4月6日 - フアン・フェリシアーノ、元プロ野球選手
- 4月7日 - マイケル・ベリサリオ、俳優
- 4月8日 - フアン・パブロ・アングリサーノ、野球選手
- 4月8日 - フレデリク・セペダ、野球選手
- 4月9日 - イ・ヨウォン、女優
- 4月11日 - マーク・ティシェイラ、メジャーリーガー
- 4月13日 - ホセロ・ディアス、元プロ野球選手
- 4月16日 - サミル・ジャヴァドザデ、歌手
- 4月16日 - ポール・ロンドン、プロレスラー
- 4月21日 - トニー・ロモ、アメリカンフットボール選手
- 4月22日 - カルロス・ヘルナンデス、元メジャーリーガー
- 4月26日 - チャニング・テイタム、俳優
- 4月26日 - マイク・ウッド、プロ野球選手
- 4月29日 - ルチアーノ・ミーロ、フィギュアスケート選手
- 4月30日 - ヴィレ・フリマン、ミュージシャン（インソムニウム）

### 5月
- 5月5日 - スコット・ヘアストン、メジャーリーガー
- 5月5日 - ヨッシ・ベナユン、サッカー選手
- 5月6日 - コルト・カバナ、プロレスラー
- 5月9日 - アンジェラ・ニコディノフ、フィギュアスケート選手
- 5月9日 - グラント・ハケット、元競泳選手
- 5月10日 - クレイグ・ブラゼル、プロ野球選手
- 5月12日 - フェリペ・ロペス、メジャーリーガー
- 5月12日 - リシ・スナク、政治家
- 5月15日 - ジョシュ・ベケット、メジャーリーガー
- 5月16日 - アルテム・クニャゼフ、フィギュアスケート選手
- 5月17日 - アリスター・オーフレイム、キックボクサー、総合格闘家
- 5月17日 - ファン・アランゴ、サッカー選手
- 5月18日 - ルイス・テレーロ、プロ野球選手
- 5月19日 - アナスタシア・ギマゼトディノワ、フィギュアスケート選手
- 5月20日 - オースティン・カーンズ、元メジャーリーガー
- 5月22日 - ムリーロ・ニンジャ、元総合格闘家
- 5月26日 - マルクス・ヒルヴォネン、音楽家（インソムニウム）
- 5月27日 - クレイグ・ブンタン、フィギュアスケート選手
- 5月30日 - スティーヴン・ジェラード、サッカー選手

### 6月
- 6月2日 - ジョン・ケアー、フィギュアスケート選手
- 6月3日 - 鈴木桂治、柔道家
- 6月5日 - マイク・フィッシャー、アイスホッケー選手
- 6月7日 - ヘンカ・ブラックスミス、ミュージシャン
- 6月8日 - ジェイミー・スペンサー、騎手
- 6月10日 - ジェシカ・ディ・シコ、女優
- 6月10日 - フランセリーノ・マツザレム、サッカー選手
- 6月11日 - ヤンシー・ブラゾバン、プロ野球選手
- 6月12日 - パク・ヒョジュン、俳優
- 6月13日 - フローラン・マルダ、サッカー選手
- 6月13日 - マルクス・ヴィンケルホック、レーサー
- 6月15日 - エリック・クラッツ、メジャーリーガー
- 6月17日 - ヴィーナス・ウィリアムズ、テニス選手
- 6月20日 - ユリエスキ・ゴンサレス、野球選手
- 6月21日 - リチャード・ジェファーソン、バスケットボール選手
- 6月22日 - ルイス・マザ、元メジャーリーガー
- 6月24日 - ファン・デレオン、プロ野球選手
- 6月26日 - ビショアンドリ・オデリン、野球選手
- 6月29日 - キャサリン・ジェンキンス、メゾソプラノ歌手
- 6月30日 - トッド・リンデン、野球選手
- 6月30日 - ラデ・プリカ、サッカー選手

### 7月
- 7月1日 - ネルソン・クルーズ、メジャーリーガー
- 7月2日 - ナイジャー・モーガン、プロ野球選手
- 7月6日 - パウ・ガソル、NBA選手
- 7月7日 - ミシェル・クワン、フィギュアスケート選手
- 7月8日 - ロビー・キーン、サッカー選手
- 7月10日 - ジェシカ・シンプソン、ミュージシャン
- 7月12日 - ブラッド・エルドレッド、プロ野球選手
- 7月13日 - ジョン・コロンカ、プロ野球選手
- 7月15日 - クリス・デノーフィア、メジャーリーガー
- 7月15日 - マイク・ザンビディス、プロボクサー、元キックボクサー
- 7月18日 - クリスティン・ベル、女優
- 7月19日 - レイチェル・マイナー、女優
- 7月20日 - ジゼル・ブンチェン、スーパーモデル
- 7月20日 - チン・グ、俳優
- 7月21日 - CC・サバシア、メジャーリーガー
- 7月22日 - ディルク・カイト、サッカー選手
- 7月23日 - 遠藤達哉、漫画家
- 7月25日 - サンティアゴ・カシーヤ、メジャーリーガー
- 7月25日 - ローラ・ハンディー、フィギュアスケート選手
- 7月26日 - イ・ドンゴン、俳優、歌手
- 7月26日 - ジェイソン・ボッツ、プロ野球選手
- 7月27日 - ドルフ・ジグラー、プロレスラー
- 7月27日 - フェリックス・ディアス、プロ野球選手
- 7月31日 - ミルズ・ムリアイナ、ラグビー選手

### 8月
- 8月1日 - ダリア・ティモシェンコ、フィギュアスケート選手
- 8月3日 - アルバート・クラウス、キックボクサー
- 8月5日 - ウェイン・ブリッジ、サッカー選手
- 8月6日 - ウィルバー・パン、歌手、俳優
- 8月6日 - ローマン・ヴァイデンフェラー、サッカー選手
- 8月8日 - クレイグ・ブレスロウ、プロ野球選手
- 8月8日 - ディエゴマー・マークウェル、野球選手
- 8月10日 - ステュアート・ベネット、プロレスラー
- 8月12日 - マギー・ローソン、女優
- 8月15日 - イリヤ・クリムキン、フィギュアスケート選手
- 8月16日 - ヴァネッサ・カールトン、シンガーソングライター
- 8月16日 - ジュリアン・アプサロン、自転車選手
- 8月16日 - ベン・コズロースキー、プロ野球選手
- 8月18日 - エステバン・カンビアッソ、サッカー選手
- 8月18日 - セルゲイ・ハリトーノフ、総合格闘家、キックボクサー
- 8月21日 - デヴィン・パトリック、フィギュアスケート選手
- 8月26日 - イ・チョングン、フィギュアスケート選手
- 8月26日 - クリス・パイン、俳優
- 8月26日 - マコーレー・カルキン、俳優
- 8月29日 - デビッド・ウェスト、バスケットボール選手
- 8月30日 - キム・ドンユン、俳優 (DRIPPIN)

### 9月
- 9月4日 - ファビオ・カルボーン、レーシングドライバー
- 9月7日 - ガブリエル・ミリート、サッカー選手
- 9月7日 - エムレ・ベロゾール、サッカー選手
- 9月10日 - ティモシー・ゲーブル、フィギュアスケート選手
- 9月12日 - マイサー・イズトゥリス、メジャーリーガー
- 9月12日 - マシュー・サボイ、フィギュアスケート選手
- 9月12日 - 姚明、バスケットボール選手
- 9月13日 - 松坂大輔、元プロ野球選手
- 9月15日 - ジョリン・ツァイ、歌手
- 9月15日 - ファイズ・カリード、従軍歯科医
- 9月15日 - ベン・ウルフ、俳優（+ 2015年）
- 9月20日 - グスタボ・チャシーン、元メジャーリーガー
- 9月21日 - オータム・リーザー、女優
- 9月22日 - ジェームス・ブラック (フィギュアスケート選手)
- 9月24日 - ヨン・アルネ・リーセ、サッカー選手
- 9月25日 - T.I.、ラッパー
- 9月27日 - 朝青龍明徳、大相撲第68代横綱
- 9月29日 - ザッカリー・リーヴァイ、俳優
- 9月30日 - シュテファン・リンデマン、フィギュアスケート選手
- 9月30日 - マルチナ・ヒンギス、テニス選手
- 9月30日 - ブライアン・バリントン、プロ野球選手

### 10月
- 10月1日 - チャド・オーベラ、メジャーリーガー
- 10月1日 - ブルーノ・サルトール・グラウ、サッカー選手
- 10月4日 - トマーシュ・ロシツキー、サッカー選手
- 10月5日 - 田臥勇太、バスケットボール選手
- 10月8日 - ザ・ミズ、プロレスラー
- 10月13日 - アシャンティ (歌手)
- 10月13日 - スコット・パーカー、サッカー選手
- 10月17日 - エカテリーナ・ガモワ、バレーボール選手
- 10月19日 - ホセ・バティスタ、メジャーリーガー
- 10月21日 - キム・カーダシアン、女優
- 10月26日 - クリスティアン・キヴ、サッカー選手
- 10月27日 - ケルビン・ヒメネス、プロ野球選手
- 10月29日 - ベン・フォスター、俳優
- 10月30日 - クレイグ・アンダーソン、野球選手
- 10月30日 - チェ・ホンマン、格闘家
- 10月31日 - サミーア・アームストロング、女優・ファッションデザイナー

### 11月
- 11月2日 - ウラジミール・ツヴェトコフ、フィギュアスケート選手
- 11月2日 - ディエゴ・ルガーノ、サッカー選手
- 11月5日 - クリストフ・メッツェルダー、サッカー選手
- 11月8日 - ルイス・ファビアーノ、サッカー選手
- 11月8日 - ビクトル・マルテ、プロ野球選手
- 11月10日 - トニ・ブランコ、プロ野球選手
- 11月12日 - ライアン・ゴズリング、俳優
- 11月14日 - スヴェトラーナ・クリコワ、フィギュアスケート選手
- 11月18日 - エマニュエル・サンデュ、フィギュアスケート選手
- 11月18日 - C.J.ウィルソン、メジャーリーガー
- 11月18日 - マキシモ (プロレスラー)
- 11月21日 - ダニエル・ハートセル、フィギュアスケート選手
- 11月21日 - ハンク・ブレイロック、野球選手
- 11月22日 - ジョニー・ゴームズ、メジャーリーガー
- 11月23日 - ジョナサン・パペルボン、メジャーリーガー
- 11月25日 - ニック・スウィッシャー、メジャーリーガー
- 11月25日 - エスターリン・フランコ、プロ野球選手
- 11月29日 - ブライアン・ウルフ、プロ野球選手
- 11月29日 - ライアン・マルハーン、プロ野球選手
- 11月30日 - シェーン・ビクトリーノ、メジャーリーガー

### 12月
- 12月3日 - アンナ・クラムスキー、女優
- 12月3日 - ジェナ・ディーワン、女優
- 12月7日 - キャサリン・レッグ、レーシングドライバー
- 12月7日 - ジョン・テリー、サッカー選手
- 12月10日 - サラ・チャン、ヴァイオリニスト
- 12月14日 - タタ・ヤン、歌手
- 12月16日 - 長谷川穂積、プロボクサー
- 12月18日 - クリスティーナ・アギレラ、歌手
- 12月19日 - ジェイク・ジレンホール、俳優
- 12月19日 - デリリアス、プロレスラー
- 12月19日 - ファビアン・ブルザ、フィギュアスケート選手
- 12月20日 - アシュリー・コール、サッカー選手
- 12月20日 - フィッツ・ホール、サッカー選手
- 12月23日 - ガリーナ・エフレメンコ、フィギュアスケート選手
- 12月26日 - チョ・ジョンソク、俳優
- 12月26日 - ファビー・アパッチェ、メキシコ
- 12月28日 - ファンケンスー、ミュージシャン
- 12月31日 - リッチー・マコウ、ラグビー選手

### 誕生日不詳
- なかむらるみ、イラストレーター

## ノーベル賞
- 物理学賞 - ジェイムズ・クローニン（アメリカ）、ヴァル・フィッチ（アメリカ）
- 化学賞 - ポール・バーグ（アメリカ）、ウォルター・ギルバート（アメリカ）、フレデリック・サンガー（イギリス）
- 生理学・医学賞 - バルフ・ベナセラフ（アメリカ）、ジャン・ドーセ（フランス）、ジョージ・スネル（アメリカ）
- 文学賞 - チェスワフ・ミウォシュ（ポーランド、アメリカ）
- 平和賞 - アドルフォ・ペレス・エスキベル（アルゼンチン）
- 経済学賞 - ローレンス・クライン（アメリカ）